# Служба розшуку дітей
ВГО Магнолія
 (2005 році з'явилася назва "Всеукраїнська Громадська Організація", коли її зареєстрували)- Це Українська служба розшуку зниклих дітей та підлітків.Організація була створена у 2001 році з громадської ініціативі групи журналістів,які прагнули допомогти та захистити дітей.

#### Також може бути цікаво:
у 2015 році ВГО «Магнолія» стала співзасновником Української мережі за права дитини
у 2017 році ВГО «Магнолія» стала співвзасновником "коаліції Проти катувань"
У листопаді 2017 року ВГО «Магнолія» приєдналась до Міжнародної Федерації "Missing Children Europe"
у 2018 році ВГО «Магнолія» стала членом "Форума громадянського суспільства Східного Партнерства"
гаряча лінія: 116 000
ВГО «Магнолія» має державну реєстрацію як суб'єкт інформаційної діяльності: студія- виробник.
Головна Сторінка
-
-

##### Участники Організації:
Президент-Євгенія Ткаченко
Бухгалтер-Оксана Гальченко
Керівниця проектів-Марина Липовецька
Керівник напрямку протидії насильству над дітьми-Олексій Сидоренко
Менеджер з комунікації-Дмитро Пашков
Фахівець напрямку розшуку дітей з використанням OSINT технологій-Олександр Васильєв
Фахівець напрямку розшуку дітей-Наталя Галецька
Фахівець напрямку протидії насильству над дітьми в інтернеті-Катерина Ярош
Фахівець напрямку протидії насильству над дітьми-Катерина Пилипів
-
-

###### Партнери
Магнолія-тв
Спільнота "Кіборг"
МЦТУ (Міністрерство Цифрової Трансформації України)
UNICEF
Кібер Поліція України
Madre
Nova Ukraine
Єднання
BST (The Black Sea Trust)
Fondadtion de france
Missin Children Europe
Телеканал "Новий Канал"
GMF
global fund for children
urgent action fund
Посольство Федеративної Республіки Німеччина в Україні
UNDP
Inhope
1. ↑  Місія, цінності, команда І ВГО Магнолія. magnolia.org.ua. Процитовано 24 вересня 2024.